# الاعتراف القانوني بالعلاقات المثلية في سنغافورة
لا تعترف سنغافورة بزواج المثليين ولا الاتحادات المدنية.

## السكن
في سنغافورة، يعد الوصول إلى الإسكان العام أكبر فائدة تُمنح للأزواج ويتم الاعتراف بها رسميًا كدعامة أساسية لدعم العلاقات. الإسكان العام هو أكثر أنواع المساكن بأسعار معقولة للطبقة المتوسطة والعاملة بسبب ارتفاع سعر السكن في سنغافورة. يعد شراء شقة من مجلس تنمية الإسكان الحكومي خطوة كبيرة نحو الحياة الزوجية لجميع الأزواج تقريبًا الذين يعتزمون إضفاء الطابع الرسمي على علاقاتهم وترسيخها في مجتمع سنغافورة. يعيش أكثر من 80% من الأسر السنغافورية في شقق سكنية عامة يباعها مجلس تنمية الإسكان الحكومي.
لا يستطيع الأزواج والشركاء المثليون في سنغافورة، سواء أكانوا مواطنين أم أجانب، امتلاك منازلهم الخاصة من خلال نظام الإسكان العام، ويقوم كثيرون بالإيجار لأنهم غير قادرين على تحمل تكاليف السكن الخاص. يمكن للشركاء المثليين - والذي يجب أن يكون كلاهما فوق 35 عامًا ومواطنين في سنغافورة - شراء شقة وفقًا للمخطط الفردي المشترك.
الإسكان الخاص، وهو نوع من العقارات عادة ما يكون أكثر من 1.5 إلى عدة مرات أكثر تكلفة من الإسكان العام، مفتوح للجمهور والأجانب، ويمكن شراؤه من قبل الأزواج والشركاء المثليين من السنغافوريين والأجانب.

### الوضع القانوني

القوانين المتعلقة بالمثلية الجنسية في آسيا
المثلية الجنسية قانونية
زواج المثليين
توفر شكل آخر من أشكال الاعتراف القانوني
مساكنة غير مسجلة
الاعتراف بزواج المثليين المنعقد في الخارج فقط، دون الاعتراف بعقده في الداخل
لا اعتراف
قيود على حرية التعبير
المثلية الجنسية غير قانونية
قانون لايتم تطبيقه، أو قانون غير واضح
عقوبة سجنية
السجن المؤبد
عقوبة الإعدام

تجرِّم المادة 377 أ من قانون العقوبات السنغافوري الجنس المثلي بين الرجال، حتى لو كان بالتراضي. ومع ذلك، فقد أعلنت الحكومة عدة مرات أنه لن يتم تنفيذ القسم في حالة ممارسة الجنس المثلي بالتراضي على انفراد. لم يتم تجريم ممارسة الجنس بين النساء.

## حقوق الهجرة
لا يتم منح الحقوق القانونية والهجرة للأزواج ثنائيي الجنسية، حيث يكون أحد الشركاء مقيمًا دائمًا في سنغافورة أو سنغافوريًا. التأشيرات الزوجية، والتي عادة ما تصدر للأزواج المغايرة، غير متوفرة للأزواج المثليين. لا تشمل الحقوق الضريبية والوصايا ومزايا التأمين للزوج الأزواج والشركاء المثليين. لا يوجد اعتراف بالأزواج والشركاء المثليين في معظم الامور المهمة مثل زيارة المستشفى واستحقاقات صندوق الادخار المركزي.

## الرأي العام
وفقًا لاستطلاع عام 2013، عارض حوالي 75% من السنغافوريين زواج المثليين.
في عام 2019، قام استطلاع أجرته مؤسسة يوغوف مع 1033 ممن شملهم الاستطلاع أن حوالي ثلث السنغافوريين (34%) يدعمون تقنين الشراكات المثلية، في حين عارض 43% تقنينها، وكان ال23% المتبقية غير متأكدين. كان الدعم أكثر وضوحًا بين الشباب الذين شملهم الاستطلاع: 50% من الأشخاص الذين تتراوح أعمارهم بين 18 و 34 عامًا أيدوا تقنين الشراكات المدنية بينما عارضها 20% منهم. في المقابل، دعم 22% فقط من أولئك الذين تتراوح أعمارهم بين 55 وأكثر. وافق 41% من حاملي الشهادات الجامعية على تقنين الشراكات المثلية، في حين أيدها 26% فقط من المجيبين دون شهادة جامعية. من أولئك الذين اعتبروا أنفسهم «متدينين للغاية»، أيد 23% منهم فقط الشراكات المدنية. أعرب 51% من الناس الذين يعتبرون أنفسهم أنهم ليسوا دينيين على الإطلاق. إلى جانب الناس المتدينين، كان الأشخاص الذين يعرفون عن كونهم من مجتمع الميم يدعمون بأغلبية الشراكات المثلية (71% مقابل 22%) وأولئك الذين يعرفون شخصًا شخصًا ما في علاقة مثلية (52% مقابل 33%).
وجد استطلاع في عام 2019 أجراه معهد الدراسات السياسية أن معارضة زواج المثليين في سنغافورة قد انخفضت إلى 60%، بعد أن كانت 74% في عام 2013. كما وجد الاستطلاع أن ما يقرب من ستة من كل عشرة سنغافوريين تتراوح أعمارهم بين 18 و 25 عامًا يعتقدون أن زواج المثليين ليس خطأ.
كشف إستطلاع أجراه معهد الدراسات السياسية في الفترة بين أغسطس 2018 ويناير 2019 أن المجتمع السنغافوري كان لا يزال محافظًا إلى حد كبير ولكنه أصبح أكثر ليبرالية تجاه حقوق المثليين. أظهر الاستطلاع أن أكثر من 20% من الناس قالوا أن العلاقات الجنسية بين البالغين المثليين لم تكن خاطئة على الإطلاق أو لم تكن خاطئة معظم الوقت، بزيادة حوالي 10% عن عام 2013. حوالي 27% شعروا بنفس الطريقة تجاه زواج المثليين (بزيادة من 15% في عام 2013) وأيد 30% تبني المثليين للأطفال (بزيادة من 24% في عام 2013).
في يونيو 2019، كشفت دراسة على الإنترنت أجرتها شركة بلاكبوكس ريسرتش أن 56% من السنغافوريين يعارضون أن تحذو دول أخرى حذو تايوان في تشريع زواج المثليين، بينما قال 44% «نعم». عندما سئلوا عن شعورهم بأن أكثر من 300 من الأزواج المثليين قد تزوجوا في تايوان في الأسبوع الأول بعد إقرار القانون الجديد. شعر حوالي 49٪ من الذين شملهم الاستطلاع بالإيجابية حول هذا البيان، مع شعور 14٪ «بإيجابية قوية»، في حين أن 35٪ شعروا «إيجابية إلى حد ما». بالمقابل، رد 51% بشكل سلبي على ذلك، شعر 20% «بالسلبية القوية» بينما شعر 31% كانوا «بالسلبية إلى حد ما».